# Lijst van hogeronderwijsinstellingen in België
In de lijst van hogeronderwijsinstellingen in België worden de verschillende instellingen voor hoger onderwijs in België weergegeven. België kent een groot aantal instellingen voor hoger onderwijs, waarbij de bevoegdheid bij de verschillende taalgemeenschappen ligt, met name bij de Vlaamse Gemeenschap, de Franse Gemeenschap en de Duitstalige Gemeenschap.
Er zijn verschillende niveaus van hogeronderwijsinstellingen. Naast de hogescholen, handelshogescholen en universiteiten zijn er ook de Franstalige écoles supérieures des arts (met een minder ontwikkelde Nederlandstalige variant als hogere instituten voor schone kunsten), kunstacademies die onderdeel uitmaken van andere onderwijsinstellingen en post-universiteiten.

## Lijsten per onderwijsniveau

### Hogescholen
| Naam                                          | Voertaal   | Locatie(s) | Oprichtingsjaar |
| --------------------------------------------- | ---------- | --- | --------------- |
| Haute École Albert Jacquard                   | Frans      | Namen, Sambreville                                                                                                 | 2000            |
| Antwerp Maritime Academy                      | Nederlands | Antwerpen | 1800            |
| AP Hogeschool                                 | Nederlands | Antwerpen, Mechelen, Turnhout                                                                                      | 2013            |
| Arteveldehogeschool                           | Nederlands | Gent, Oudenaarde                                                                                                   | 2000            |
| Autonome Hochschule Ostbelgien                | Duits      | Eupen | 2005            |
| Haute École Bruxelles-Brabant                 | Frans      | Nijvel, Ukkel, Oudergem, Anderlecht, Vorst, Elsene, Brussel                                                        | 2016            |
| Haute École Charlemagne                       | Frans      | Verviers, Luik, Hoei, Gembloers                                                                                    | 1996            |
| Haute École EPHEC                             | Frans      | Louvain-la-Neuve, Schaarbeek, Sint-Lambrechts-Woluwe, Etterbeek, Oudergem                                          | 1969            |
| Erasmushogeschool                             | Nederlands | Brussel, Jette, Anderlecht, Mechelen, Leuven                                                                       | 1995            |
| Haute École Francisco Ferrer                  | Frans      | Brussel | 1955            |
| Haute École Galilée                           | Frans      | Brussel | 2023            |
| Haute École en Hainaut                        | Frans      | Bergen, Doornik | 1996            |
| HOGENT                                        | Nederlands | Gent, Aalst, Lokeren, Melle, Bottelare                                                                             | 1995            |
| Howest                                        | Nederlands | Kortrijk, Brugge, Oudenaarde                                                                                       | 1995            |
| Haute École ICHEC - ECAM - ISFSC              | Frans      | Sint-Pieters-Woluwe, Sint-Lambrechts-Woluwe, Schaarbeek                                                            | 1995            |
| Karel de Grote Hogeschool                     | Nederlands | Antwerpen, Niel | 1995            |
| Haute École Léonard de Vinci                  | Frans      | Louvain-la-Neuve, Elsene, Sint-Lambrechts-Woluwe                                                                   | 1995            |
| Haute École Libre de Bruxelles Ilya Prigogine | Frans      | Anderlecht, Elsene, Schaarbeek                                                                                     | 1995            |
| Haute École Libre Mosane                      | Frans      | Theux, Verviers, Luik, Ans, Hoei                                                                                   | 2008            |
| Haute École Louvain en Hainaut                | Frans      | Gerpinnes, Charleroi, La Louvière, Bergen, Moeskroen, Doornik, Leuze-en-Hainaut, 's-Gravenbrakel, Louvain-la-Neuve | 2009            |
| LUCA School of Arts                           | Nederlands | Schaarbeek, Vorst, Genk, Gent, Leuven                                                                              | 2011            |
| Haute École Lucia de Brouckère                | Frans      | Geldenaken, Anderlecht                                                                                             | 1996            |
| Haute École de Namur-Liège-Luxembourg         | Frans      | Virton, Aarlen, Bastenaken, Marche-en-Famenne, Seraing, Namen                                                      | 2011            |
| Odisee                                        | Nederlands | Brussel, Aalst, Dilbeek, Gent, Schaarbeek, Sint-Niklaas                                                            | 2014            |
| Haute École provinciale de Hainaut Condorcet  | Frans      | Charleroi, Morlanwelz, Bergen, Saint-Ghislain, Doornik, Aat                                                        | 2009            |
| Haute École de la Province de Liège           | Frans      | Theux, Verviers, Luik, Seraing, Jemeppe-sur-Meuse, Hoei                                                            | 2007            |
| Haute École de la Province de Namur           | Frans      | Ciney, Namen | 2007            |
| Hogeschool PXL                                | Nederlands | Hasselt, Diepenbeek                                                                                                | 2013            |
| Haute École Robert Schuman                    | Frans      | Virton, Aarlen, Libramont-Chevigny                                                                                 | 1998            |
| Thomas More                                   | Nederlands | Geel, Mechelen, Sint-Katelijne-Waver, Lier, Antwerpen, Turnhout, Vorselaar                                         | 2012            |
| UC Leuven-Limburg                             | Nederlands | Leuven, Diepenbeek, Diest, Genk, Hasselt                                                                           | 2014            |
| Haute École de la Ville de Liège              | Frans      | Luik | 1996            |
| Hogeschool VIVES                              | Nederlands | Brugge, Kortrijk, Oostende, Roeselare, Torhout                                                                     | 2013            |

### Écoles supérieures des Arts / Hogere instituten voor schone kunsten
| Naam                                                                             | Voertaal   | Locatie(s)                | Oprichtingsjaar |
| -------------------------------------------------------------------------------- | ---------- | ------------------------- | --------------- |
| Académie des Beaux-Arts de la Ville de Tournai                                   | Frans      | Doornik                   | 1756            |
| Académie royale des Beaux-Arts de Bruxelles                                      | Frans      | Brussel                   | 1711            |
| Arts²                                                                            | Frans      | Bergen                    | 2012            |
| Beaux-arts de Liège - École supérieure des arts                                  | Frans      | Luik                      | 1775            |
| Conservatoire royal de Bruxelles                                                 | Frans      | Brussel                   | 1832            |
| Conservatoire royal de Liège                                                     | Frans      | Luik                      | 1826            |
| École de recherche graphique                                                     | Frans      | Elsene                    | 1972            |
| École nationale supérieure des Arts visuels de La Cambre                         | Frans      | Brussel                   | 1926            |
| École supérieure des Arts du Cirque                                              | Frans      | Anderlecht                | 2003            |
| École supérieure des Arts Saint-Luc de Tournai                                   | Frans      | Doornik                   | 1863            |
| École supérieure des Arts de l'Image LE 75                                       | Frans      | Sint-Lambrechts-Woluwe    | 1969            |
| École supérieure des Arts Saint-Luc de Liège                                     | Frans      | Luik                      | 1879            |
| École supérieure des Arts Saint-Luc de Bruxelles                                 | Frans      | Sint-Gillis               | 1904            |
| Hoger Instituut voor Schone Kunsten                                              | Nederlands | Gent, Sint-Jans-Molenbeek | 1996            |
| Institut des Arts de Diffusion                                                   | Frans      | Louvain-la-Neuve          | 1959            |
| Institut National Supérieur des Arts du Spectacle et des Techniques de Diffusion | Frans      | Brussel                   | 1962            |
| Institut Supérieur de Musique et de Pédagogie                                    | Frans      | Namen                     | 1970            |
| International Opera Academy                                                      | Nederlands | Gent                      | 1998            |
| Orpheus Instituut                                                                | Nederlands | Gent                      | 1996            |
| P.A.R.T.S.                                                                       | Nederlands | Vorst                     | 1994            |
| Posthogeschool voor Podiumkunsten                                                | Nederlands | Sint-Jans-Molenbeek       | 2000            |

#### Kunstacademies onderdeel van andere onderwijsinstellingen
| Naam                                                   | Voertaal   | Locatie(s)          | Oprichtingsjaar |
| ------------------------------------------------------ | ---------- | ------------------- | --------------- |
| Koninklijk Conservatorium Antwerpen                    | Nederlands | Antwerpen           | 1898            |
| Koninklijk Conservatorium Brussel                      | Nederlands | Brussel, Anderlecht | 1967            |
| Koninklijk Conservatorium Gent                         | Nederlands | Gent                | 1835            |
| Koninklijke Academie voor Schone Kunsten van Antwerpen | Nederlands | Antwerpen           | 1664            |
| Koninklijke Academie voor Schone Kunsten van Gent      | Nederlands | Gent                | 1748            |
| Lemmensinstituut                                       | Nederlands | Leuven              | 1879            |
| PXL-MAD School of Arts                                 | Nederlands | Hasselt             | 2013            |
| RITCS                                                  | Nederlands | Brussel, Anderlecht | 1962            |
| Sint Lucas Antwerpen                                   | Nederlands | Antwerpen           | ?               |

### Handelshogescholen
| Naam                                               | Voertaal   | Locatie(s)                                        | Oprichtingsjaar |
| -------------------------------------------------- | ---------- | ------------------------------------------------- | --------------- |
| Antwerp Management School                          | Nederlands | Antwerpen                                         | 1959            |
| EHSAL Management School                            | Nederlands | Brussel                                           | 1988            |
| Flanders Business School                           | Nederlands | Antwerpen                                         | 1980            |
| HEC Liège                                          | Frans      | Luik                                              | 2005            |
| ICHEC Brussels Management School                   | Frans      | Sint-Pieters-Woluwe                               | 1954            |
| Louvain School of Management                       | Frans      | Louvain-la-Neuve, Bergen                          | 1897            |
| Solvay Brussels School of Economics and Management | Frans      | Brussel                                           | 1903            |
| Vatel Brussels                                     | Frans      | Sint-Gillis, 55 locaties verspreid over de wereld | 2009            |
| Vlerick Business School                            | Nederlands | Sint-Joost-ten-Node, Gent, Leuven                 | 1953            |

### Universiteiten
| Naam                                       | Voertaal           | Locatie(s)                                                                                             | Oprichtingsjaar |
| ------------------------------------------ | ------------------ | --- | --------------- |
| Universiteit Antwerpen                     | Nederlands         | Antwerpen, Niel                                                                                        | 2003            |
| Université libre de Bruxelles              | Frans              | Brussel, Elsene, Anderlecht, Charleroi                                                                 | 1834            |
| Vrije Universiteit Brussel                 | Nederlands         | Etterbeek, Jette, Anderlecht, Gooik, Brussel, Leuven, Diest                                            | 1969            |
| Evangelische Theologische Faculteit        | Nederlands         | Leuven                                                                                                 | 1981            |
| Faculteit voor Protestantse Godgeleerdheid | Frans & Nederlands | Etterbeek                                                                                              | 1950            |
| Universiteit Gent                          | Nederlands         | Gent, Melle, Merelbeke, Zwijnaarde, Kortrijk, Brugge, Oostende, Incheon (Zuid-Korea)                   | 1817            |
| Universiteit Hasselt                       | Nederlands         | Hasselt, Diepenbeek                                                                                    | 1971            |
| Koninklijke Militaire School               | Frans & Nederlands | Brussel                                                                                                | 1834            |
| Katholieke Universiteit Leuven             | Nederlands         | Leuven, Brussel, Schaarbeek, Antwerpen, Geel, Sint-Katelijne-Waver, Gent, Kortrijk, Brugge, Diepenbeek | 1425            |
| Université de Liège                        | Frans              | Luik, Gembloers, Aarlen                                                                                | 1817            |
| Transnationale Universiteit Limburg        | Nederlands         | Hasselt, Diepenbeek, Maastricht (Nederland)                                                            | 2001            |
| Université catholique de Louvain           | Frans              | Louvain-la-Neuve, Sint-Pieters-Woluwe, Bergen, Doornik, Sint-Gillis, Charleroi, Namen, Elsene          | 1834            |
| Université de Mons                         | Frans              | Bergen                                                                                                 | 2009            |
| Université de Namur                        | Frans              | Namen, Gesves                                                                                          | 1831            |
| Open Universiteit                          | Nederlands         | Antwerpen, Brussel, Gent, Hasselt, Kortrijk, Leuven, 11 locaties in Nederland                          | 1984            |
| Universiteit van de Verenigde Naties       | Nederlands         | Brugge, 13 locaties verspreid over de wereld                                                           | 1973            |

### Post-universiteiten
| Naam                                     | Voertaal           | Locatie(s)                                 | Oprichtingsjaar |
| ---------------------------------------- | ------------------ | ------------------------------------------ | --------------- |
| Europacollege                            | Nederlands         | Brugge, Warschau (Polen), Tirana (Albanië) | 1949            |
| Instituut voor Tropische Geneeskunde     | Nederlands         | Antwerpen                                  | 1906            |
| Koninklijk Hoger Instituut voor Defensie | Frans & Nederlands | Brussel                                    | 1973            |
| Von Karman Institute                     | Nederlands         | Sint-Genesius-Rode                         | 1957            |

### Overige
| Naam                                                                       | Voertaal           | Locatie(s)                                                                                     | Oprichtingsjaar |
| -------------------------------------------------------------------------- | ------------------ | ---------------------------------------------------------------------------------------------- | --------------- |
| Advanced Performance and Scenography Studies                               | Nederlands         | Sint-Jans-Molenbeek                                                                            | 2008            |
| American University’s Brussels Center                                      | Frans              | Sint-Lambrechts-Woluwe                                                                         | ?               |
| Bhaktivedanta College                                                      | Frans              | Durbuy                                                                                         | 2002            |
| College of Art and Design                                                  | Frans              | Ukkel                                                                                          | 1961            |
| Continental Theological Seminary                                           | Nederlands         | Sint-Pieters-Leeuw                                                                             | 1959            |
| École supérieure de Réalisation Audiovisuelle                              | Frans              | Brussel, Parijs (Frankrijk), Rennes (Frankrijk), Nice (Frankrijk), New York (Verenigde Staten) | 1972            |
| IC Institute                                                               | Nederlands         | Putte                                                                                          | 2008            |
| Institut National de Radioélectricité et Cinématographie                   | Frans              | Vorst                                                                                          | 1938            |
| Institut Royal Supérieur d'Histoire de l'Art et d'Archéologie de Bruxelles | Frans              | Brussel                                                                                        | 1903            |
| Institut de Rythmique Jaques-Dalcroze de Belgique                          | Frans              | Sint-Gillis                                                                                    | 1948            |
| International School of Protocol and Diplomacy                             | Frans              | Brussel                                                                                        | 2008            |
| Muziekkapel Koningin Elisabeth                                             | Frans & Nederlands | Waterloo                                                                                       | 1939            |
| NCOI                                                                       | Nederlands         | Mechelen                                                                                       | ?               |
| United International Business Schools                                      | Nederlands         | Antwerpen, Brussel, 7 locaties verspreid over de wereld                                        | 2002            |
| Vesalius College                                                           | Nederlands         | Elsene                                                                                         | 1987            |

## Associaties
Een aantal hogeronderwijsinstellingen, vaak uit dezelfde regio, worden in Vlaanderen samengebracht in associaties, en in Wallonië in pôles académiques.
| Naam                                                   | Hogeronderwijsinstellingen |
| ------------------------------------------------------ | --- |
| Associatie KU Leuven                                   | Katholieke Universiteit Leuven, LUCA School of Arts, Odisee, Thomas More, UC Leuven-Limburg, Hogeschool VIVES |
| Associatie Universiteit Gent (AUGent)                  | Universiteit Gent, HOGENT, Arteveldehogeschool, Howest |
| Associatie Universiteit & Hogescholen Antwerpen (AUHA) | Universiteit Antwerpen, AP Hogeschool, Antwerp Maritime Academy, Karel de Grote Hogeschool |
| Associatie Universiteit-Hogescholen Limburg (AUHL)     | Universiteit Hasselt, Transnationale Universiteit Limburg, Hogeschool PXL |
| Universitaire Associatie Brussel (UAB)                 | Vrije Universiteit Brussel, Erasmushogeschool |
| Pôle académique de Bruxelles                           | Université libre de Bruxelles, Université catholique de Louvain, Haute École Léonard de Vinci, IHECS, Haute École EPHEC, Haute École ICHEC - ECAM - ISFSC, Haute École Francisco Ferrer, Haute École Libre de Bruxelles Ilya Prigogine, Haute École Bruxelles-Brabant, Haute École Lucia de Brouckère, Conservatoire royal de Bruxelles, École nationale supérieure des Arts visuels de La Cambre, École supérieure des Arts Saint-Luc de Bruxelles, École de recherche graphique, Académie royale des Beaux-Arts de Bruxelles, Institut National Supérieur des Arts du Spectacle et des Techniques de Diffusion, École supérieure des Arts de l'Image LE 75, École supérieure des Arts du Cirque |
| Pôle académique hainuyer                               | Universiteit van Bergen, Université catholique de Louvain, Université libre de Bruxelles, Haute École en Hainaut, Haute École Louvain en Hainaut, Haute École provinciale de Hainaut Condorcet, Arts², Académie des Beaux-Arts de la Ville de Tournai, École supérieure des Arts Saint-Luc de Tournai |
| Pôle académique Louvain                                | Université catholique de Louvain, Haute École Louvain en Hainaut, Haute École Bruxelles-Brabant, Haute École Léonard de Vinci, Haute École EPHEC, Haute École Lucia de Brouckère, Institut des arts de diffusion |
| Pôle académique Liège-Luxembourg                       | Universiteit van Luik, Haute École Charlemagne, Haute École Robert Schuman, Haute École de la Ville de Liège, Haute École de la Province de Liège, Haute École Libre Mosane, Haute École de Namur-Liège-Luxembourg, Conservatoire royal de Liège, École supérieure des Arts Saint-Luc de Liège, Beaux-arts de Liège - École supérieure des arts |
| Pôle académique de Namur                               | Universiteit Namen, Universiteit van Luik, Haute École Albert Jacquard, Haute École Charlemagne, Haute École de la Province de Namur, Haute École de Namur-Liège-Luxembourg, Institut Supérieur de Musique et de Pédagogie |

## Internationale ranglijsten
| Hogeronderwijsinstelling             | QS (2024) | THE (2025) | ARWU (2024) | USN (2025) | CWTS (2024) | CWUR (2024) | ARTU (2024) |
| ------------------------------------ | --------- | ---------- | ----------- | ---------- | ----------- | ----------- | ----------- |
| Katholieke Universiteit Leuven       | 63        | 43         | 78          | 48         | 69          | 103         | 56          |
| Universiteit Gent                    | 169       | 112        | 90          | 109        | 86          | 129         | 99          |
| Université catholique de Louvain     | 203       | 175        | 201-300     | 201        | 444         | 223         | 165         |
| Université libre de Bruxelles        | 230       | 201-250    | 101-150     | 260        | 530         | 242         | 179         |
| Universiteit Antwerpen               | 267       | 168        | 301-400     | 213        | 432         | 297         | 209         |
| Vrije Universiteit Brussel           | 278       | 201-250    | 301-400     | 306        | 583         | 380         | 232         |
| Universiteit van Luik                | 396       | 251-300    | 301-400     | 381        | 519         | 290         | 296         |
| Universiteit Hasselt                 | 554       | 301-350    | 701-800     | 761        | 1.308       | 832         | -           |
| Universiteit van Bergen              | 781-790   | 601-800    | -           | 935        | -           | 1.028       | -           |
| Universiteit Namen                   | -         | 801-1.000  | -           | 1.601      | -           | 1.456       | -           |
| Instituut voor Tropische Geneeskunde | -         | -          | -           | 1.386      | -           | 1.503       | -           |